# Reiterkogel
Reiterkogel är ett berg i Österrike.   Det ligger i distriktet Zell am See och förbundslandet Salzburg, i den centrala delen av landet, 300 km väster om huvudstaden Wien. Toppen på Reiterkogel är 1 818 meter över havet, eller 212 meter över den omgivande terrängen. Bredden vid basen är 3,7 km.
Terrängen runt Reiterkogel är bergig österut, men västerut är den kuperad. Närmaste större samhälle är Saalfelden am Steinernen Meer, 18,9 km öster om Reiterkogel. 
I omgivningarna runt Reiterkogel växer i huvudsak blandskog. Runt Reiterkogel är det ganska glesbefolkat, med 34 invånare per kvadratkilometer.